# Theo Mack
Theo Mack (* 5. Februar 1904 in Thorn; † 20. April 1980 in Berlin) war ein deutscher Schauspieler.

## Leben
Nach privatem Schauspielunterricht in Berlin von 1925 bis 1927 debütierte Theo Mack am Stadttheater Elbing. Von hier ging es nach Oppeln, Saarbrücken, Dresden und Neisse, bis er von 1932 bis 1936 in Berlin tätig wurde, um später erneut in Saarbrücken zu spielen. Ab 1957 übernahm Theo Mack bei der DEFA bzw. beim DFF mehrere Film- und Fernsehrollen und wurde ein gefragter Synchron- sowie  Hörspielsprecher.

## Filmografie
- 1957: Zwei Mütter
- 1957: Der Fackelträger
- 1960: Fernsehpitaval: Der Fall Dibelius – Schnoor (Fernsehreihe)
- 1961: Das Kleid
- 1962: Die schwarze Galeere
- 1963/1974: Christine
- 1983: Frevel

## Theater
- 1958: Wolfgang Höher: Unternehmen Rakete – Regie: Heinz Gies (Gastspielbühne Berlin)

## Hörspiele und Features
- 1950: Theodor Plievier: Die Ballade vom Frieden – Regie: Otto Kurth (Hörspiel – NWDR)
- 1951: Alfred Polgar: Defraudanten (Danila) – Regie: Curt Goetz-Pflug (Hörspiel – NWDR)
- 1951: Heinz Oskar Wuttig: St. Louis Blues (Mr. Melotte) – Regie: Curt Goetz-Pflug (Hörspiel – NWDR)
- 1952: Alfred Erich Sistig: Jeden Morgen wird es morgen – Regie:  Eduard Hermann (Hörspiel – NWDR)
- 1953: Robert T. Odeman: Schneewittchen und die Schönheitskönigin (Zwerg) – Regie: Rolf von Goth (Hörspiel – NWDR)
- 1955: Erich Wildberger: Rund um den Zauberberg (Mitgefangener) – Regie: Hans Drechsel (Hörspiel – SFB)
- 1956: Armin T. Wegner: Auf der Suche nach den zehn Gerechten (Innere Stimme) – Regie: Hans Drechsel (Hörspiel – SFB)
- 1956: Carlo Schmid: Carl Schurz (2. Senator) – Regie: Curt Goetz-Pflug (Feature – SFB)
- 1957: Jacob Grimm/Wilhelm Grimm: Die Bremer Stadtmusikanten (Hund) – Regie: Dora König (Kinderhörspiel – Rundfunk der DDR)
- 1957: Günter Schiffel: Murat kämpft gegen das Böse (Shadi) – Regie: Werner Hoffmann (Kinderhörspiel/Kurzhörspiel – Rundfunk der DDR)
- 1958: Rolf Guddat: Gestohlener Ruhm – Regie: Detlev Witte (Dokumentarhörspiel – Rundfunk der DDR)
- 1958: Bruno Apitz: Nackt unter Wölfen (Mandrack) – Regie: Joachim Witte (Hörspiel – Rundfunk der DDR)
- 1959: Dieter Mendelsohn: Das letzte Haus an der Straße – Regie: Detlev Witte (Hörspiel – Rundfunk der DDR)
- 1959: Friedrich Wolf: Die Weihnachtsgans Auguste (Luitpold Löwenhaupt) – Regie: Ingeborg Milster (Kinderhörspiel – Rundfunk der DDR; Übernahme durch Eterna/Litera, 1962)
- 1960: Nikolai Gogol: Der Revisor (Polizeidiener) – Regie: Herwart Grosse (Hörspiel – Rundfunk der DDR)
- 1960: Günther Rücker: Frühlingsmärchen (Land-Forst-Minister) – Regie: Günther Rücker (Hörspiel – Rundfunk der DDR)
- 1961: Karel Čapek: Das Märchen vom Postboten – Regie: Fritz Göhler (Kinderhörspiel – Rundfunk der DDR)
- 1962: Günther Deicke: Reineke Fuchs (Löwe) – Regie: Fritz Göhler (Kinderhörspiel/Musikalisches Hörspiel/Singspiel – Rundfunk der DDR)
- 1964: Rose Nyland: Die Entdeckung des Planeten Zum Beispiel (Professor) – Regie: Uwe Haake (Kinderhörspiel – Rundfunk der DDR)
- 1964: Weniamin Kawerin: Schneewittchen in Moskau – Regie: Fritz Göhler (Kinderhörspiel – Rundfunk der DDR)
- 1965: Egon Mathiesen: Mies mit den blauen Augen (großes Tier) – Regie: Joachim Herting (Kinderhörspiel/Kurzhörspiel – Rundfunk der DDR)
- 1965: Henryk Keisch: Der Sachverständige – Regie: Peter Groeger (Hörspiel – Rundfunk der DDR)
- 1966: Manfred Streubel: Unser Drache Kasimir – Regie: Maritta Hübner (Kinderhörspiel/Musikalisches Hörspiel/Singspiel, 3 Teile – Rundfunk der DDR)
- 1966: Kurt Kusenberg/ Beate Möhring: Er kommt weit her – Regie: Horst Liepach (Hörspiel – Rundfunk der DDR)
- 1967: Friedrich Dürrenmatt: Der Prozess um des Esels Schatten – Regie: Edgar Kaufmann (Hörspiel – Rundfunk der DDR)
- 1967: Jacob Grimm/Wilhelm Grimm: Der gestiefelte Kater – Regie: Maritta Hübner (Kinderhörspiel – Rundfunk der DDR)
- 1968: Lew Tolstoi: Krieg und Frieden – Regie: Werner Grunow (Hörspiel, 7. Teil – Rundfunk der DDR)
- 1969: Jewgeni Schwarz: Zar Wasserwirbel – Regie: Detlef Kurzweg (Kinderhörspiel – Rundfunk der DDR)
- 1971: Dieter Müller: Der Hasenbaron (Susemiehl) – Regie: Christa Kowalski (Kinderhörspiel – Rundfunk der DDR)
- 1971: Humberto Orsini: Venezolanische Chronik (2. Bauer) – Regie: Peter Groeger (Hörspiel – Rundfunk der DDR)
- 1972: Ben Jonson: Volpone oder Der Fuchs (Richter) – Regie: Werner Grunow (Hörspiel – Rundfunk der DDR)
- 1972: Ota Hofmann: Hier Büro Dr. Martin: Der falsche Weihnachtsmann (Herr Wackernagel) – Regie: Manfred Täubert (Kinderhörspiel – Rundfunk der DDR)
- 1975:  Erik Knudsen: Not kennt kein Gebot oder Der Wille Opfer zu bringen (Vorsitzender der Folketing) – Regie: Peter Groeger (Hörspiel – Rundfunk der DDR)
- 1975: Vytautas Petkevičius: Baumlang, Spannenhochs Sohn (Schmied Eisenmann) – Regie: Peter Groeger (Hörspiel – Rundfunk der DDR)
- 1976: Lia Pirskawetz: Das Haus am Park (älterer Mann) – Regie: Barbara Plensat (Hörspiel – Rundfunk der DDR)
- 1976: Karlheinz Klimt: Revolution im Kloster  – Regie: Manfred Täubert (Kinderhörspiel – Rundfunk der DDR)
- 1978: Bertolt Brecht: Die Tage der Commune – Regie: Barbara Plensat/Joachim Staritz (Hörspiel – Rundfunk der DDR)

## Synchronisationen
| Film                | Jahr | Rolle          | Darsteller        |
| ------------------- | ---- | -------------- | ----------------- |
| Alter Soldat        | 1956 | Alter Soldat   |                   |
| Ruslan und Ljudmila | 1972 | Fürst Vladimir | Andrei Abrikossow |